# 午後キュン
『午後キュン』（ごごキュン）は、サンテレビジョンで2016年4月9日から2018年3月31日まで毎週土曜日の13:00 - 14:00（JST）に放送されていた生活情報番組。

## 概要
サンテレビでは2016年3月まで、長年にわたって、金曜日の午後に生放送の情報番組を編成。同年春の番組改編で、自社制作による情報番組の放送枠を土曜日に移したうえで、本番組の放送を開始した。
本番組では、ゲストとのスタジオトークを中心に、「おじゃま中継」（グイグイ大脇がリポーターを務める兵庫県内からの中継）・「おじゃ町ま～す」（番組スタッフが県内の自治体を毎回1エリアずつ取材するVTRロケコーナー）・「午後キュン情報」（生活情報コーナー）で構成。基本として、「おじゃま中継」を含めた全編を放送前日（金曜日）に収録していた。
番組のテーマソングには、DEPAPEPEの作曲・演奏によるインストゥルメンタルを採用。オープニングとエンディングには「Hello」、CM明けとスタジオゲストの登場時には「Lion」を流している。
サンテレビでは、当番組を2018年3月31日放送分で終了。翌週（4月2日）からは、自社制作による情報番組と報道番組（3月30日までは平日の夜に『NEWS PORT』を編成）の放送枠を平日の夕方（毎週月曜日 - 金曜日16:00 - 16:55）に集約させたうえで、『情報スタジアム 4時!キャッチ』の生放送を開始した。ただし、当番組を収録していた金曜日には、谷口・三船がMC、グイグイ大脇が中継リポーターを引き続き務める。

## 出演
MC
- 三船美佳（「午後キュン情報」の本編には登場しない）
- 谷口英明（サンテレビアナウンサー）

「おじゃま中継」リポーター
- グイグイ大脇

「午後キュン情報」キャスター
- 小林真樹子（琉球放送出身のフリーアナウンサー）
  - 当番組の終了を機に、フリーアナウンサーとしての活動拠点を東京へ移したため、『情報スタジアム 4時!キャッチ』には出演しない。
- 大浦理子（小林真樹子の代役、2017年2月4日）[2]

「おじゃ町ま～す」ナレーション
- 小浜英博（サンテレビアナウンサー）[3]

## 姉妹番組
サンテレビでは、本番組の開始を機に、『午後キュンα』（毎週土曜17:25 - 17:28）と『午後キュンβ』（毎週土曜22:25 - 22:28）の放送も開始。両番組とも、前述の「午後キュン情報」と同じく、谷口と小林が進行していた。いずれも、本編より前に終了（終了時期不明）。

## スタッフ
- 技術スタッフ
  - SW：田中雄大
  - VE：黒崎敏光
  - カメラ：山品晃一
  - 音声：藤本拓
  - VTR：草薙和人
  - 照明：森重栄次郎
  - 美術・道具：毎日舞台
- 技術協力：エキスプレス、ハートス、サウンドエースプロダクション
- スタイリスト：武美奈、津島彩
- メイク：西山慶姫
- 制作協力：サン神戸映画社、サウンドK、いがしらカンパニー
- 中継
  - ディレクター：北野光明
  - カメラ：鎌田一成
- 制作スタッフ
  - トーク構成：弘中麻由
  - 中継連絡：日野彰
  - タイトル・CG：大野裕佑
  - フロアディレクター：木ノ脇一平
  - アシスタントディレクター：上田亜沙美
  - チーフディレクター：立石望
  - プロデューサー：竹内浄一
- 制作著作：サンテレビジョン